# Pedro Pablo Calbimonte
Pedro Pablo Calbimonte (Sucre, 10 april 1991) is een Boliviaans autocoureur.

## Carrière
Op tienjarige leeftijd begon Calbimonte zijn autosportcarrière in het karting. Hij won meteen zijn eerste nationale kampioenschap en een jaar later was hij de jongste Boliviaan die een professioneel kampioenschap won op elfjarige leeftijd. Toen hij veertien was, verhuisde hij naar Nederland om daar te gaan karten. Hij won in Europa races in het Duitse kartkampioenschap en eindigde in de top 10 in verschillende races in de WSK, de Margutti Trophy en de Winter Cup.
In 2011 stapte Calbimonte na een jaar pauze over naar het formuleracing, waar hij in de eerste zeven raceweekenden van de Britse Formule Renault reed voor het team Fortec Motorsports. Met als beste resultaat een derde plaats op het Croft Circuit eindigde hij als dertiende in het kampioenschap met 123 punten.
In 2012 maakt Calbimonte zijn debuut in de Formule 3, waar hij in het Britse Formule 3-kampioenschap rijdt voor het team ThreeBond with T-Sport. Hij reed hier de laatste vier raceweekenden in het rookiekampioenschap. Met enkele podiumplaatsen eindigde hij hier als vierde met 125 punten.